# Złotów
Złotów (udtale: [ˈzwɔtuf])  er en by i den nordlige del af  voivodskabet Storpolen i  den vestlige centrale del af Polen. Byen   har 18.768(2021) indbyggere og et areal på 	11,58 km², og er administrationsby i  powiatet Złotów. Byen ligger ved floden Głomia og er omgivet af fem søer.

## Historie
Złotów er det historiske centrum i den nordlige del af Krajna. Menneskelig aktivitet i regionen går så langt tilbage som det 8. århundrede f.Kr. Omkring år 700 e.Kr. var et bakkefort ved bredden af Baba-søen bolig for en Pomersk (slavisk stamme) stammehøvding. Landet tilhørte hertugerne af Gdańsk Pommern  i det opdelte Polen og efter den sidste hertug Mestwin 2. døde i 1294 og gik under direkte styre af Piast-dynastiet. I begyndelsen af det 14. århundrede blev det besat af de Teutoniske Riddere. Złotów blev nævnt i 1370 i Jan af Czarnków krønike. I 1370 fik Złotów Magdeburg-rettigheder, mens han var under polsk styre. Ifølge den polske kong Kasimir 3. af Polens sidste testamente efter hans død i 1370 skulle hans barnebarn, Kasimir 4. hertug af Pommern, arve Dobrzyń. Bydgoszcz, Kruszwica, Złotów og Wałcz som len. Złotów blev ødelagt af de teutoniske riddere i 1455 under Trettenårskrigen.
Byen tilhørte senere Potulicki-familien, som forsynede den med et nyt gotisk slot i renæssance-stil i begyndelsen af det 17. århundrede. Slottet blev ødelagt under den svenske invasion i 1657. Bombardementet ødelagde også andre dele af byen, inklusive rådhuset.

## Galleri
- Rådhus
- Sankt Stanislaus Kostka kirke
- Administrationsbygning for Powiat Złotów
- Złotów Museum i en gammel bindingsværksbygning
- Paderewskiegotorvet
- Sankt Roch kirke